# For Muzik
《For Muzik》은 포미닛의 첫 번째 미니 앨범이다.

## 특징과 대표곡
- 타이틀곡은 2번째 트랙인 〈Muzik〉이다.
- 후속곡은 4번째 트랙인 〈What A Girl Wants〉이다.
- 3번째 트랙인 〈Hot Issue〉는 포미닛의 디지털 싱글 《Hot Issue》로 먼저 발매되었다가 음반에 추가되었다. 그 음반은 데뷔음반이다.
- 〈Muzik〉, 〈Hot Issue〉, 〈What A Girl Wants>는 뮤직비디오가 있다.
- 2010년 3월 5일 중화민국에서 For Muzik(CD+DVD)이 라이센스로 발매되었다. CD 수록내용은 같으나 DVD는 포미닛 뮤직비디오를 포함한 멤버 인터뷰 내용이 삽입되었다.

## 트랙 리스트
| #  | 제목                               | 작사                   | 작곡                 | 재생 시간 |
| -- | ---------------------------------- | ---------------------- | -------------------- | --------- |
| 1. | 〈For Muzik〉                      | 황성진, 마리오, 전지윤 | 이상호               |           |
| 2. | 〈Muzik〉                          | 이상호, 신사동호랭이   | 이상호, 신사동호랭이 | 3:44      |
| 3. | 〈Hot Issue〉                      | 산사동호랭이, 전혜원   | 신사동호랭이, 이채규 | 3:27      |
| 4. | 〈What A Girl Wants〉              | 황성진                 | 이상호, 신사동호랭이 | 3:25      |
| 5. | 〈웃겨〉                           | 김도훈, 김진환         | 김도훈, 최갑원       |           |
| 6. | 〈안줄래〉                         | 신사동호랭이,최규성    | 신사동호랭이, 최규셩 | 3:18      |
| 7. | 〈Hot Issue (신사동호랭이 Remix)〉 | 산사동호랭이, 전혜원   | 신사동호랭이, 이채규 |           |